# Georges Revers
Georges-Marie-Joseph Revers, francoski general, * 1891, † 1974.